# Lista de conquistas de Gustavo Kuerten
Esta é uma lista com todas as conquistas de Gustavo Kuerten em sua carreira no tênis.

## Títulos

### Juvenil
Finais em simples, duplas e equipes: 11 (9 campeonatos e 2 vice-campeonatos)
Título por equipes: 1 campeonato
- 1993 - Campeão Sul-Americano (Saibro)

Títulos em simples: 7 campeonatos e 1 vice-campeonato
- 1993 - Campeão Mundial de 18 Anos (Sunshine Cup) (Saibro)
- 1993 - Campeão do Challenger de Campinas (Saibro)
- 1994 - Campeão de 3 Etapas do Circuito Cosat (Saibro)
- 1994 - Campeão Brasileiro de 18 Anos (Saibro)
- 1994 - Campeão da Copa Davis (Saibro)
- 1994 - Campeão do Torneio Satélite de Portugal (Saibro)
- 1994 - Campeão do Torneio Satélite da Colômbia (Saibro)
- 1994 - Vice-Campeão do Orange Bowl (Saibro)

Títulos em duplas: 1 campeonato e 1 vice-campeonato
- 1994 - Campeão de Roland Garros (Saibro) - fez dupla com o equatoriano Nicolas Lapentti
- 1994 - Vice - Campeão do Orange Bowl (Saibro)

### Profissional
Finais em simples e duplas: 41 (30 campeonatos e 11 vice-campeonatos)
Títulos em simples: 22 campeonatos e 9 vice-campeonatos
- 1997 - Campeão do Challenger de Curitiba (Embratel Cup) (Saibro)
- 1997 - Campeão do Grand Slam de Roland Garros(França) (Saibro)
- 1997 - Vice - Campeão do Master Series de Montreal (Canadá) (Rápida)
- 1997 - Vice - Campeão do ATP Tour de Bolonha (Itália) (Saibro)
- 1998 - Campeão do ATP Tour de Palma de Mallorca (Espanha) (Saibro)
- 1998 - Campeão do ATP Tour de Stuttgart (Alemanha) (Saibro)
- 1999 - Campeão do Master Series de Monte Carlo (Mônaco) (Saibro)
- 1999 - Campeão do Master Series de Roma (Itália) (Saibro)
- 2000 - Campeão do ATP Tour de Santiago (Chile) (Saibro)
- 2000 - Vice - Campeão do Master Series de Miami (E.U.A.) (Rápida)
- 2000 - Vice - Campeão do Master Series de Roma (Itália) (Saibro)
- 2000 - Campeão do Master Series de Hamburgo (Alemanha) (Saibro)
- 2000 - Campeão do Grand Slam de Roland Garros (França) (Saibro)
- 2000 - Campeão do ATP Tour de Indianápolis (E.U.A.) (Rápida)
- 2000 - Campeão do Master Cup de Lisboa (Portugal) (Rápida)
- 2001 - Campeão do ATP Tour de Buenos Aires (Argentina) (Saibro)
- 2001 - Campeão do ATP Tour de Acapulco (México) (Saibro)
- 2001 - Campeão do Master Series de Monte Carlo (Mônaco) (Saibro)
- 2001 - Vice - Campeão do Master Series de Roma (Itália) (Saibro)
- 2001 - Campeão do Grand Slam de Roland Garros (França)(Saibro)
- 2001 - Campeão do ATP Tour de Stuttgart (Alemanha) (Saibro)
- 2001 - Campeão do Master Series de Cincinnati (E.U.A.) (Rápida)
- 2001 - Vice - Campeão do ATP Tour de Indianápolis (E.U.A.) (Rápida)
- 2002 - Campeão do ATP Tour Brasil Open na Bahia (Brasil) (Rápida)
- 2002 - Vice - Campeão do ATP Tour de Lyon (França) - (Rápida)
- 2003 - Campeão do ATP Tour de Auckland (Nova Zelândia) (Rápida)
- 2003 - Vice - Campeão do Master Series de Indian Wells (E.U.A.) (Rápida)
- 2003 - Campeão do ATP Tour de São Petesburgo (Rússia) (Rápida)
- 2004 - Vice - Campeão do ATP Tour de Viña Del Mar (Chile) (Saibro)
- 2004 - Campeão do ATP Tour Brasil Open na Bahia (Brasil) (Saibro)

Títulos em duplas: 8 campeonatos e 2 vice-campeonatos
- 1996 - Campeão do Challenger de Campinas (Saibro)
- 1997 - Campeão do ATP Tour de Santiago (Chile) (Saibro)
- 1996 - Campeão do ATP Tour de Bratislava (Rep. Eslovaca) (Saibro)
- 1996 - Campeão do ATP Tour de Punta Del Este (Uruguai) (Saibro)
- 1997 - Campeão do ATP Tour de Bolonha (Itália) (Saibro)
- 1997 - Campeão do ATP Tour de Estoril (Portugal) (Saibro)
- 1997 - Campeão do ATP Tour de Stuttgart (Alemanha) (Saibro)
- 2001 - Campeão do ATP Tour de Acapulco (México) (Saibro)
- 2002 - Vice - Campeão do Master Series de Paris (França) (Rápida)
- 2002 - Vice - Campeão do ATP Tour Brasil Open na Bahia (Brasil) (Rápida)

## Outras Conquistas e Honrarias
- Até maio de 2008, quando encerrou a carreira, Gustavo Kuerten somou 358 vitórias e 191 derrotas e faturou 20 títulos.[1]
- 1º no ranking mundial de simples (43 Semanas)
- 38º no ranking mundial de duplas (1997)
- Carreira juvenil: 3º no ranking mundial de simples e 2º no ranking mundial de duplas,
- Primeiro tenista brasileiro a alcançar e vencer sua primeira final de alto nível em um Grand Slam.
- Jogador de menor ranking a ganhar Roland Garros: Gustavo Kuerten (BRA), número 66 em 1997 (até 2013)[2]
- Quando venceu Roland Garros pela primeira vez, tornou-se o segundo jogador de menor ranking a ganhar um Grand Slam: Perdia apenas para Mark Edmondson, que em 1976 venceu o Australian Open quando estava rankeado na 212a posição. Em 2001, foi superado novamente. Goran Ivanišević venceu Wimbledon quando estava rankeado na 125a posição. Assim, ele é o terceiro jogador de menor ranking a ganhar um Grand Slam.
- Venceu um torneio de Grand Slam na terceira tentativa. Isto faz com que ele, juntamente com Mats Wilander sejam os tenistas a conquistarem um torneio de Grand Slam em menos tentativas (na história da Era Aberta): 3
- Ganhou três vezes o “Prêmio Laranja” na França, em 1998, 2002 e 2004, dado pela imprensa mundial, e a partir de 2004 também pelo público, para o jogador mais simpático do circuito e que melhor atende à imprensa. Em 2008, foi escolhido para receber, da organização do “Prix Orange”, um “Prêmio de Honra” por tudo o que significou para o tênis em mais de uma década como tenista profissional;
- Saque mais veloz: 212 km/h (Gstaad, Suíça, 1999)
- Conquistou títulos em 13 países: Alemanha, Argentina, Brasil, Chile, Espanha, Estados Unidos, França, Itália, México, Mônaco, Nova Zelândia, Portugal e Russia.
- Melhor Tenista do Ano (2000)
- ATPWorldTour.com Favorito dos Fãs (2000)
- 2º Melhor Tenista do Ano (2001)
- Arthur Ashe Humanitarismo do Ano (2003)
- Líder do ranking brasileiro em simples durante mais de 9 anos (de novembro de 1996 a fevereiro de 2005)
- Melhor Tenista da América do Sul (1999, 2000 e 2001)
- Melhor Atleta Brasileiro (1999, 2000, 2001)
- Semifinalista da Copa Davis (2000)
- Prêmio Catarinense do Século
- Medalha Cruz do Mérito de São Paulo
- Único tenista da história a ganhar de Pete Sampras e Andre Agassi no mesmo torneio.
- Guga, Roger Federer , Novak Djokovic, Rafael Nadal e Andy Murray são os cinco jogadores não-americanos a jogar pelo menos uma vez a final de todos os quatro Masters Series ATP jogados na América (Indian Wells; Miami; Montreal/Toronto; e Cincinnati).
- Ao ganhar o torneio de Hamburgo em 2001, Gustavo Kuerten se tornou o quinto tenista, em 50 anos, a completar o "Grand Slam do saibro", ou seja, vencer pelo menos uma vez os torneios de Roland Garros, Monte Carlo, Roma e Hamburgo.[3]
- Em 2001, Recebeu o prêmio de juventude e civilização da UNESCO, por seu trabalho fora de quadra;
- Ainda em 2001, o site www.guga.com.br foi escolhido o melhor site de personalidades do país, pelo iBest;
- Em 2005, a revista "Tennis Magazine" o colocou na 37a posição na lista "The 40 Greatest Players of the Tennis Era" (Os 40 Melhores Tenistas da Era Aberta). Nesta lista também estavam inclusas tenistas femininas.[4]
- Em 2004, Guga venceu Roger Federer por 3x0, em Roland Garros.[5] Federer só viria a ser derrotado novamente por 3x0 somente em 2008, por Novak Djokovic.[6]
- Em 2008, o governo de Santa Catarina, por meio do Decreto 1.279 de 16 de abril de 2008 criou o Troféu Gustavo Kuerten de Excelência no Esporte, com objetivo de homenagear atletas, entidades, técnicos e equipes catarinenses que tiveram destaque especial ao longo do ano.[7]
- Em 2009, o site bleachreport.com divulgou a lista 25 Melhores Tenistas Homens da Era Aberta. Nesta lista, Guga aparece rankeado na 19a posição.[8]
- Em 13 de junho de 2009, venceu uma reedição da final de Roland Garros de 1997 derrotando Sergi Bruguera por 7/6 e 6/4 em Florianópolis.
- Em 2010, foi condecorado, em fevereiro, com a Cruz do Mérito Desportivo, maior honraria concedida a um atleta brasileiro, durante cerimônia presidida pelo Ministro dos Esportes, Orlando Silva, em Brasília;
- Também em 2010, foi agraciado com o Philippe Chatrier Award,[9] considerado a maior honraria do tênis mundial, em reconhecimento às ações prestadas pelo Instituto Gustavo Kuerten e o tricampeonato conquistado na França.[10]
- Em setembro de 2011, Gustavo Kuerten recebeu o Prêmio Ímpar (Índice das Marcas de Preferência e Afinidade Regional) como a Personalidade que melhor representa Santa Catarina, promovido pelo Grupo Ric Record;
- Em Outubro de 2011, seu nome figurou no topo da lista "Os 15 melhores tenistas sul-americanos da história" do site Ubitennis.com.[11]
- Em Março de 2012, o site "The Tennis Channel" colocou o Guga em 55o lugar na sua lista "100 greatest tennis players of all times".[12]
- Em 2012, a CBT o homenageou, antes do jogo de duplas entre Brasil e Rússia, válida pelos playoffs do Grupo Mundial da Copa Davis. Guga recebeu uma placa com o símbolo do Grand Slam francês.[13]
- Em outubro de 2012, Guga recebeu, pelo segundo ano consecutivo, o Prêmio Ímpar (Índice das Marcas de Preferência e Afinidade Regional) como a Personalidade que melhor representa Santa Catarina, promovido pelo Grupo Ric Record;
- Em Maio de 2014, Guga recebeu pela quarta vez, o prêmio Top of Mind, concedido pelo Jornal A Notícia e Instituto Mapa, na categoria Personalidade que melhor representa Santa Catarina;

## Finais

### Grand Slams: 3 (3–0)
| Resultado | Ano  | Campeonato           | Superfície | Adversário da final | Placar                  |
| --------- | ---- | -------------------- | ---------- | ------------------- | ----------------------- |
| Campeão   | 1997 | Aberto da França     | Saibro     | Sergi Bruguera      | 6–3, 6–4, 6–2           |
| Campeão   | 2000 | Aberto da França (2) | Saibro     | Magnus Norman       | 6–2, 6–3, 2–6, 7–6(8–6) |
| Campeão   | 2001 | Aberto da França (3) | Saibro     | Àlex Corretja       | 6–7(3–7), 7–5, 6–2, 6–0 |

### Masters Cup: 1 (1–0)
| Resultado | Ano  | Campeonato                 | Superfície | Adversário da final | Placar        |
| --------- | ---- | -------------------------- | ---------- | ------------------- | ------------- |
| Campeão   | 2000 | Tennis Masters Cup, Lisboa | Duro (i)   | Andre Agassi        | 6–4, 6–4, 6–4 |

### Masters Series: 10 (5–5)
| Resultado    | Ano  | Campeonato        | Superfície | Adversário da final | Placar                             |
| ------------ | ---- | ----------------- | ---------- | ------------------- | ---------------------------------- |
| Vice-Campeão | 1997 | Canadá (Montreal) | Duro       | Chris Woodruff      | 5–7, 6–4, 3–6                      |
| Campeão      | 1999 | Monte Carlo       | Saibro     | Marcelo Ríos        | 6–4, 2–1, Ret.                     |
| Campeão      | 1999 | Roma              | Saibro     | Patrick Rafter      | 6–4, 7–5, 7–6(8–6)                 |
| Vice-Campeão | 2000 | Miami             | Duro       | Pete Sampras        | 1–6, 7–6(7–2), 6–7(5–7), 6–7(8–10) |
| Vice-Campeão | 2000 | Roma (2)          | Saibro     | Magnus Norman       | 3–6, 6–4, 4–6, 4–6                 |
| Campeão      | 2000 | Hamburgo          | Saibro     | Marat Safin         | 6–4, 5–7, 6–4, 5–7, 7–6(7–3)       |
| Campeão      | 2001 | Monte Carlo (2)   | Saibro     | Hicham Arazi        | 6–3, 6–2, 6–4                      |
| Vice-Campeão | 2001 | Roma (2)          | Saibro     | Juan Carlos Ferrero | 6–3, 1–6, 6–2, 4–6, 2–6            |
| Campeão      | 2001 | Cincinnati        | Duro       | Patrick Rafter      | 6–1, 6–3                           |
| Vice-Campeão | 2003 | Indian Wells      | Duro       | Lleyton Hewitt      | 1–6, 1–6                           |

### Todas as Finais de Simples: 29 (20–9)
| Legenda                                                       |
| ------------------------------------------------------------- |
| Grand Slam (3-0)                                              |
| Tennis Masters Cup ATP World Tour Finals (1-0)                |
| ATP Masters Series ATP World Tour Masters 1000 (5-5)          |
| ATP International Series Gold ATP World Tour 500 Series (4-1) |
| ATP International Series ATP World Tour 250 Series (7-3)      |

| Títulos por Superfície |
| ---------------------- |
| Duro (6-4)             |
| Grama (0-0)            |
| Saibro (14-4)          |
| Carpete (0-1)          |

| Resultado    | No. | Data                    | Torneio                              | Superfície | Adversário da Final | Placar                             |
| ------------ | --- | ----------------------- | ------------------------------------ | ---------- | ------------------- | ---------------------------------- |
| Campeão      | 1.  | 8 de junho de 1997      | Roland Garros, Paris, França         | Saibro     | Sergi Bruguera      | 6–3, 6–4, 6–2                      |
| Vice-Campeão | 1.  | 15 de junho de 1997     | Bologna, Itália                      | Saibro     | Félix Mantilla      | 6–4, 2–6, 1–6                      |
| Vice-Campeão | 2.  | 3 de agosto de 1997     | Montreal, Canadá                     | Duro       | Chris Woodruff      | 5–7, 6–4, 3–6                      |
| Campeão      | 2.  | 26 de julho de 1998     | Stuttgart, Alemanha                  | Saibro     | Karol Kučera        | 4–6, 6–2, 6–4                      |
| Campeão      | 3.  | 4 de outubro de 1998    | Maiorca, Espanha                     | Saibro     | Carlos Moyà         | 6–7(5–7), 6–2, 6–3                 |
| Campeão      | 4.  | 25 de abril 1999        | Monte Carlo, Mônaco                  | Saibro     | Marcelo Ríos        | 6–4, 2–1, ret.                     |
| Campeão      | 5.  | 16 de maio 1999         | Roma, Itália                         | Saibro     | Patrick Rafter      | 6–4, 7–5, 7–6(8–6)                 |
| Campeão      | 6.  | 5 de março de 2000      | Santiago, Chile                      | Saibro     | Mariano Puerta      | 7–6(7–3), 6–3                      |
| Vice-Campeão | 3.  | 2 de abril de 2000      | Miami, EUA                           | Duro       | Pete Sampras        | 1–6, 7–6(7–2), 6–7(5–7), 6–7(8–10) |
| Vice-Campeão | 4.  | 14 de maio de 2000      | Roma, Itália                         | Saibro     | Magnus Norman       | 3–6, 6–4, 4–6, 4–6                 |
| Campeão      | 7.  | 21 de maio de 2000      | Hamburgo, Alemanha                   | Saibro     | Marat Safin         | 6–4, 5–7, 6–4, 5–7, 7–6(7–3)       |
| Campeão      | 8.  | 11 de junho de 2000     | Roland-Garros, Paris, França         | Saibro     | Magnus Norman       | 6–2, 6–3, 2–6, 7–6(8–6)            |
| Campeão      | 9.  | 20 de agosto de 2000    | Indianápolis, EUA                    | Duro       | Marat Safin         | 3–6, 7–6(7–2), 7–6(7–2)            |
| Campeão      | 10. | 3 de dezembro de 2000   | Tennis Masters Cup, Lisboa, Portugal | Duro (i)   | Andre Agassi        | 6–4, 6–4, 6–4                      |
| Campeão      | 11. | 25 de fevereiro de 2001 | Buenos Aires, Argentina              | Saibro     | José Acasuso        | 6–1, 6–3                           |
| Campeão      | 12. | 4 de março de 2001      | Acapulco, México                     | Saibro     | Galo Blanco         | 6–4, 6–2                           |
| Campeão      | 13. | 22 de abril de 2001     | Monte Carlo, Mônaco                  | Saibro     | Hicham Arazi        | 6–3, 6–2, 6–4                      |
| Vice-Campeão | 5.  | 13 de maio de 2001      | Roma, Itália                         | Saibro     | Juan Carlos Ferrero | 6–3, 1–6, 6–2, 4–6, 2–6            |
| Campeão      | 14. | 10 de junho de 2001     | Roland-Garros, Paris, França         | Saibro     | Àlex Corretja       | 6–7(3–7), 7–5, 6–2, 6–0            |
| Campeão      | 15. | 22 de julho de 2001     | Stuttgart, Alemanha                  | Saibro     | Guillermo Cañas     | 6–3, 6–2, 6–4                      |
| Campeão      | 16. | 12 de agosto de 2001    | Cincinnati, EUA                      | Duro       | Patrick Rafter      | 6–1, 6–3                           |
| Vice-Campeão | 6.  | 19 de agosto de 2001    | Indianápolis, EUA                    | Duro       | Patrick Rafter      | 2–4, ret.                          |
| Campeão      | 17. | 15 de setembro de 2002  | Costa do Sauípe, Brasil              | Duro       | Guillermo Coria     | 6–7(4–7), 7–5, 7–6(7–2)            |
| Vice-Campeão | 7.  | 13 de outubro de 2002   | Lyon, França                         | Carpete    | Paul-Henri Mathieu  | 6–4, 3–6, 1–6                      |
| Campeão      | 18. | 12 de janeiro de 2003   | Auckland, Nova Zelândia              | Duro       | Dominik Hrbatý      | 6–3, 7–5                           |
| Vice-Campeão | 8.  | 16 de março de 2003     | Indian Wells, EUA                    | Duro       | Lleyton Hewitt      | 1–6, 1–6                           |
| Campeão      | 19. | 26 de outubro de 2003   | São Petersburgo, Rússia              | Duro (i)   | Sargis Sargsian     | 6–4, 6–3                           |
| Vice-Campeão | 9.  | 15 de fevereiro de 2004 | Viña del Mar, Chile                  | Saibro     | Fernando González   | 5–7, 4–6                           |
| Campeão      | 20. | 29 de fevereiro de 2004 | Costa do Sauípe, Brasil              | Saibro     | Agustín Calleri     | 3–6, 6–2, 6–3                      |

### Duplas: 10 (8–2)
| Legenda                                                       |
| ------------------------------------------------------------- |
| Grand Slam (0-0)                                              |
| Tennis Masters Cup ATP World Tour Finals (0-0)                |
| ATP Masters Series ATP World Tour Masters 1000 (0-1)          |
| ATP International Series Gold ATP World Tour 500 Series (2-0) |
| ATP International Series ATP World Tour 250 Series (6-1)      |

| Títulos por Superfície |
| ---------------------- |
| Duro (1-1)             |
| Grama (0-0)            |
| Saibro (7-0)           |
| Carpete (0-1)          |

Vitórias (8)
| No. | Data                   | Torneio             | Superfície | Parceiro          | Adversários na final             | Placar        |
| --- | ---------------------- | ------------------- | ---------- | ----------------- | -------------------------------- | ------------- |
| 1.  | 10 de novembro de 1996 | Santiago, Chile     | Saibro     | Fernando Meligeni | Dinu Pescariu Albert Portas      | 6–4, 6–2      |
| 2.  | 13 de abril de 1997    | Estoril, Portugal   | Saibro     | Fernando Meligeni | Andrea Gaudenzi Filippo Messori  | 6–2, 6–2      |
| 3.  | 15 de junho de 1997    | Bologna, Itália     | Saibro     | Fernando Meligeni | Dave Randall Jack Waite          | 6–2, 7–5      |
| 4.  | 20 de julho de 1997    | Stuttgart, Alemanha | Saibro     | Fernando Meligeni | Donald Johnson Francisco Montana | 6–4, 6–4      |
| 5.  | 12 de julho de 1998    | Gstaad, Suíça       | Saibro     | Fernando Meligeni | Daniel Orsanic Cyril Suk         | 6–4, 7–5      |
| 6.  | 10 de janeiro de 1999  | Adelaide, Austrália | Duro       | Nicolás Lapentti  | Jim Courier Patrick Galbraith    | 6–4, 6–4      |
| 7.  | 5 de março de 2000     | Santiago, Chile     | Saibro     | Antônio Prieto    | Lan Bale Piet Norval             | 6–2, 6–4      |
| 8.  | 4 de março de 2001     | Acapulco, México    | Saibro     | Donald Johnson    | David Adams Martín García        | 6–3, 7–6(7–5) |

Vice-Campeonatos (2)
| No. | Data                   | Torneio                 | Superfície  | Parceiro       | Adversários na final           | Placar        |
| --- | ---------------------- | ----------------------- | ----------- | -------------- | ------------------------------ | ------------- |
| 1.  | 15 de setembro de 2002 | Costa do Sauípe, Brasil | Duro        | André Sá       | Scott Humphries Mark Merklein  | 3–6, 6–7(1–7) |
| 2.  | 3 de novembro de 2002  | Paris, França           | Carpete (I) | Cédric Pioline | Nicolas Escudé Fabrice Santoro | 3–6, 6–7(1–8) |

## Desempenho em torneios de Simples
| Torneio                 | 2008 | 2007 | 2006 | 2005 | 2004 | 2003 | 2002 | 2001 | 2000 | 1999 | 1998 | 1997 | 1996 | 1995 | Carreira |
| ----------------------- | ---- | ---- | ---- | ---- | ---- | ---- | ---- | ---- | ---- | ---- | ---- | ---- | ---- | ---- | -------- |
| Grand Slam              |      |      |      |      |      |      |      |      |      |      |      |      |      |      |          |
| Aberto da Austrália     | A    | A    | A    | A    | 3R   | 2R   | 1R   | 2R   | 1R   | 2R   | 2R   | 2R   | A    | A    | 0        |
| Roland-Garros           | 1R   | A    | A    | 1R   | QF   | 4R   | 4R   | V    | V    | QF   | 2R   | V    | 1R   | A    | 3        |
| Wimbledon               | A    | A    | A    | A    | A    | 2R   | A    | A    | 3R   | QF   | 1R   | 1R   | A    | A    | 0        |
| U.S. Open               | A    | A    | A    | 2R   | 1R   | 1R   | 4R   | QF   | 1R   | QF   | 2R   | 3R   | A    | A    | 0        |
| Vitórias-Derrotas       | 0-1  | 0-0  | 0-0  | 1-2  | 6-3  | 5-4  | 6-3  | 12-2 | 9-3  | 13-4 | 3-4  | 10-3 | 0-1  | 0-0  | 65-30    |
| Tennis Masters Cup      |      |      |      |      |      |      |      |      |      |      |      |      |      |      |          |
| Tennis Masters Cup      | NC   | NC   | NC   | NC   | NC   | NC   | NC   | RR   | V    | RR   | NC   | NC   | NC   | NC   | 1        |
| ATP Masters 1000        |      |      |      |      |      |      |      |      |      |      |      |      |      |      |          |
| Indian Wells Masters    | A    | 1R   | A    | A    | 2R   | F    | A    | 3R   | 2R   | SF   | 1R   | 3R   | Q2   | A    | 0        |
| Miami Masters           | 1R   | 1R   | A    | A    | 2R   | 2R   | A    | 3R   | F    | 2R   | QF   | 3R   | Q2   | A    | 0        |
| Monte Carlo Masters     | 1R   | A    | A    | 1R   | 1R   | 2R   | A    | V    | 1R   | V    | 3R   | 1R   | A    | A    | 2        |
| Rome Masters            | A    | A    | A    | 1R   | A    | 1R   | 2R   | F    | F    | V    | SF   | A    | A    | A    | 1        |
| Madrid Masters          | A    | A    | A    | A    | A    | 2R   | 1R   | 2R   | 3R   | 3R   | A    | 3R   | A    | A    | 0        |
| Hamburg Masters         | A    | A    | A    | 2R   | A    | 3R   | QF   | 1R   | V    | QF   | QF   | 1R   | A    | Q3   | 1        |
| Canada Masters          | A    | A    | A    | A    | 3R   | 1R   | 1R   | 3R   | 2R   | A    | 1R   | F    | A    | A    | 0        |
| Cincinnati Masters      | A    | A    | A    | A    | 2R   | 1R   | 1R   | V    | SF   | QF   | A    | QF   | A    | A    | 1        |
| Paris Masters           | A    | A    | A    | A    | A    | 3R   | 1R   | 3R   | SF   | 2R   | A    | 2R   | A    | A    | 0        |
| Vitórias-Derrotas       | 0-2  | 0-2  | 0-0  | 1-3  | 3-5  | 10-9 | 4-6  | 23-7 | 25-8 | 21-6 | 10-6 | 12-8 | 0-0  | 0-0  | 109-62   |
| Ranking de final de ano | 1150 | 680  | 1078 | 291  | 40   | 16   | 37   | 2    | 1    | 5    | 23   | 14   | 88   | 188  | NDA      |

Estatísticas da Carreira (ATP)
| Torneio                | 2008   | 2007   | 2006  | 2005   | 2004    | 2003    | 2002    | 2001      | 2000      | 1999      | 1998    | 1997      | 1996   | 1995   | Total      |
| ---------------------- | ------ | ------ | ----- | ------ | ------- | ------- | ------- | --------- | --------- | --------- | ------- | --------- | ------ | ------ | ---------- |
| Títulos-Finais         | 0-0    | 0-0    | 0-0   | 0-0    | 1-1     | 2-1     | 1-1     | 6-2       | 5-2       | 2-0       | 2-0     | 1-2       | 0-0    | 0-0    | 20-9       |
| Vitórias-Derrotas      | 0-4    | 2-7    | 0-1   | 6-10   | 23-13   | 41-21   | 25-14   | 60-18     | 63-22     | 50-25     | 41-25   | 36-25     | 11-10  | 0-0    | 358-195    |
| Ranking (final do ano) | 1150   | 680    | 1078  | 291    | 40      | 16      | 37      | 2         | 1         | 5         | 23      | 14        | 88     | 188    | N/D        |
| Premiação (em dólares) | 44.506 | 28.725 | 4.430 | 89.389 | 377.408 | 744.622 | 385.034 | 4.044.670 | 4.663.198 | 1.695.660 | 646.831 | 1.479.734 | 94.905 | 16.140 | 14.807.000 |

## Desempenho nos Grand Slams
| Ano  | Australian Open | Australian Open     | Roland Garros    | Roland Garros      | Wimbledon        | Wimbledon         | US Open          | US Open             |
| 1996 | -               | -                   | 1a rodada        | Wayne Ferreira     | -                | -                 | -                | -                   |
| 1997 | 2a rodada       | Neville Godwin      | Campeão          | Sergi Bruguera     | 1a rodada        | Justin Gimelstob  | 3a rodada        | Jonas Björkman      |
| 1998 | 2a rodada       | Nicolas Escudé      | 2a rodada        | Marat Safin        | 1a rodada        | Jason Stoltenberg | 2a rodada        | David Nainkin       |
| 1999 | 2a rodada       | Marat Safin         | Quartas de final | Andreï Medvedev    | Quartas de final | Andre Agassi      | Quartas de final | Cédric Pioline      |
| 2000 | 1a rodada       | Albert Portas       | Campeão          | Magnus Norman      | 3a rodada        | Alexander Popp    | 1a rodada        | Wayne Arthurs       |
| 2001 | 2a rodada       | Greg Rusedski       | Campeão          | Àlex Corretja      | -                | -                 | Quartas de final | Ievgueni Kafelnikov |
| 2002 | 1a rodada       | Julien Boutter      | 4a rodada        | Albert Costa       | -                | -                 | 4a rodada        | Sjeng Schalken      |
| 2003 | 2a rodada       | Radek Štěpánek      | 4a rodada        | Tommy Robredo      | 2a rodada        | Todd Martin       | 1a rodada        | Dmitri Toursounov   |
| 2004 | 3a rodada       | Paradorn Srichaphan | Quartas de final | David Nalbandian   | -                | -                 | 1a rodada        | Kristian Pless      |
| 2005 | -               | -                   | 1a rodada        | David Sánchez      | -                | -                 | 2a rodada        | Tommy Robredo       |
| 2006 | -               | -                   | -                | -                  | -                | -                 | -                | -                   |
| 2007 | -               | -                   | -                | -                  | -                | -                 | -                | -                   |
| 2008 | -               | -                   | 1a rodada        | Paul-Henri Mathieu | -                | -                 | -                | -                   |

## Desempenho nos Grand Slams de Duplas
| Grand Slam          |  |    |  |  |    |    |  |    |    |    |    |    |
| Aberto da Austrália |  |    |  |  |    |    |  | 1R |    | QF | 2R | 1R |
| Roland-Garros       |  |    |  |  |    |    |  |    |    | 2R | QF | 2R |
| Wimbledon           |  |    |  |  |    |    |  |    | 1R | 1R |    |    |
| U.S. Open           |  | 1R |  |  | 1R | 1R |  |    |    |    |    | 1R |

## Estatísticas em Copa Davis
| “ | "A Davis se transformou em algo mais que especial na minha carreira. Roland-Garros e a Davis eram as competições que mais me atraiam. Se tivesse que escolher para voltar a jogar, seria a Davis" | ” |

| Brasil   | Total | Superfície | Superfície | Superfície | Superfície | Indoor/Outdoor | Indoor/Outdoor |
| Brasil   | Total | Saibro     | Carpete    | Grama      | Duro       | Indoor         | Outdoor        |
| -------- | ----- | ---------- | ---------- | ---------- | ---------- | -------------- | -------------- |
| Vitórias | 34    | 28         | 6          | –          | –          | 8              | 26             |
| Derrotas | 15    | 8          | 5          | 2          | –          | 5              | 10             |

Fonte:DavisCup.com
| gustavo 1999 rome maters | Total | Superfície | Superfície | Superfície | Superfície | Indoor/Outdoor | Indoor/Outdoor |
| gustavo 1999 rome maters | Total | Saibro     | Carpete    | Grama      | Duro       | Indoor         | Outdoor        |
| ------------------------ | ----- | ---------- | ---------- | ---------- | ---------- | -------------- | -------------- |
| Vitórias                 | 21    | 4          | 0          | –          | –          | 6              | 15             |
| Derrotas                 | 11    | 3          | 1          | -          | –          | 3              | 8              |

| Brasil   | Total | Superfície | Superfície | Superfície | Superfície | Indoor/Outdoor | Indoor/Outdoor |
| Brasil   | Total | Saibro     | Carpete    | Grama      | Duro       | Indoor         | Outdoor        |
| -------- | ----- | ---------- | ---------- | ---------- | ---------- | -------------- | -------------- |
| Vitórias | 13    | 11         | 2          | 0          | –          | 2              | 11             |
| Derrotas | 7     | 3          | 3          | 1          | –          | 3              | 4              |

## Desempenho em Jogos Olímpicos
2000 – Sidney
- Guga venceu na primeira rodada o beniniano Christophe Pognon; na segunda rodada o alemão Rainer Schüttler, nas oitavas-de-finais o croata Ivan Ljubičić. Nas quartas-de-finais perdeu para o russo Yevgeny Kafelnikov, que conquistou o ouro.[16]

2004 – Atenas
- Guga perdeu na estreia para Massu, que se tornaria campeão do evento.[16]

## Números e Estatísticas

### Campanha de Roland Garros em 1997
- Total sets jogados: 29 – Venceu 21 perdeu 8
- Total games jogados: 269 – Venceu 159 perdeu 110
- Total Aces: 69
- Total Duplas Faltas: 34
- Total Quebras: 41 em 128 chances (32,03 % de aproveitamento)
- Games de Saque do oponente jogados: 133
- Aproveitamento de quebras: 30,82 %
- Games de saque jogados: 134
- Aproveitamento de Aces: 51,49% (0,5 aces a cada game de saque)
- Total Pontos Ganhos: 905
- Premiação Total: US$ 644.006
- Total Primeiro Serviço: 943
- Primeiros serviços dentro: 522
- Aproveitamento de Primeiro Serviço: (55,35 %)
- Derrotou 3 campeões, que venceram as últimas 4 edições: Bruguera (1993–94), Muster (1995) e Kafelnikov (1996)

Fonte:JornaleirosDoEsporte
Jogos
| 1. Torneio de Roland Garros de 1997 |                        |                                    |
| Fase (Data)                         | Adversário (Ranking)   | Placar (Parciais)                  |
| 1a Rodada (27/05/1997)              | Sláva Doseděl (73)     | 3x0 (6–0, 7–5, 6–1)                |
| 2a Rodada (29/05/1997)              | Jonas Björkman (23)    | 3x1 (6–4, 6–2, 4–6, 7–5)           |
| 3a Rodada (31/05/1997)              | Thomas Muster (5)      | 3x2 (6–7(3–7), 6–1, 6–3, 3–6, 6–4) |
| Oitavas-de-Finais (02/06/1997)      | Andrei Medvedev (20)   | 3x2 (5–7, 6–1, 6–2, 1–6, 7–5)      |
| Quartas-de-Finais (04/06/1997)      | Yevgeny Kafelnikov (3) | 3x2 (6–2, 5–7, 2–6, 6–0, 6–4)      |
| Semi-Finais (06/06/1997)            | Filip Dewulf (122)     | 3x1 (6–1, 3–6, 6–1, 7–6(7–4))      |
| Final (08/06/1997)                  | Sergi Bruguera (19)    | 3x0 (6–3, 6–4, 6–2)                |

- Fonte:TenisNews[18]

### Campanha de Roland Garros em 2000
| 2. Torneio de Roland Garros de 2000 |                           |                                |
| Fase                                | Adversário (Ranking)      | Placar (Parciais)              |
| 1a Rodada                           | Andreas Vinciguerra (42)  | 3x0 (6–0, 6–0, 6–3)            |
| 2a Rodada                           | Marcelo Charpentier (230) | 3x0 (7–6(7–5), 6–2, 6–2)       |
| 3a Rodada                           | Michael Chang (44)        | 3x1 (6–3, 6–7(9–11), 6–1, 6–4) |
| Oiatavas-de-Finais                  | Nicolás Lapentti (15)     | 3x0 (6–3, 6–4, 7–6(7–4))       |
| Quartas-de-Finais                   | Yevgeny Kafelnikov (4)    | 3x2 (6–3, 3–6, 4–6, 6–4, 6–2)  |
| Semi-Final                          | Juan Carlos Ferrero (11)  | 3x2 (7–5, 4–6, 2–6, 6–4, 6–3)  |
| Final                               | Magnus Norman (2)         | 3x1 (6–2, 6–3, 2–6, 7–6(8–6))  |

- Fonte:TenisNews[19]

### Campanha de Roland Garros em 2001
| 3. Torneio de Roland Garros de 2001 |                         |                                    |
| Fase                                | Adversário (Ranking)    | Placar (Parciais)                  |
| 1a Rodada                           | Guillermo Coria (13)    | 3x0 (6–1, 7–5, 6–4)                |
| 2a Rodada                           | Agustín Calleri (88)    | 3x0 (6–4, 6–4, 6–4)                |
| 3a Rodada                           | Karim Alami (117)       | 3x1 (6–3, 6–7(3–7), 7–6(7–5), 6–2) |
| Oitavas-de-Finais                   | Michael Russell (136)   | 3x2 (3–6, 4–6, 7–6(7–3), 6–3, 6–1) |
| Quartas-de-Finais                   | Yevgeny Kafelnikov (8)  | 3x1 (6–1, 3–6, 7–6(7–3), 6–4)      |
| Semi-Finais                         | Juan Carlos Ferrero (2) | 3x0 (6–4, 6–4, 6–3)                |
| Final                               | Àlex Corretja (32)      | 3x1 (6–7(3–7), 7–5, 6–2, 6–0)      |

- Fonte:TenisNews[19]

### Tennis Masters Cup tournaments
Masters Cup de 2000 (Lisboa)
| Rodada | Adversário (Ranking)   | Placar (Parciais)        |
| ------ | ---------------------- | ------------------------ |
| RR     | Andre Agassi (8)       | 1x2 (6–4, 4–6, 3–6)      |
| RR     | Magnus Norman (4)      | 2x0 (7–5, 6–3)           |
| RR     | Yevgeny Kafelnikov (5) | 2x0 (6–3, 6–4)           |
| SF     | Pete Sampras (3)       | 2x1 (6–7(5–7), 6–3, 6–4) |
| F      | Andre Agassi (8)       | 3x0 (6–4, 6–4, 6–4)      |

Após perder a primeira partida para o Agassi, Guga só terminaria o ano como N.1 do Mundo se vencesse o torneio. Ele começou o torneio com a chance de ser N.1 chegando a semifinal, se vencesse todo os jogos até a semi-final.

### Masters Series tournaments
| Fase | Adversário (Ranking)   | Placar             |
| ---- | ---------------------- | ------------------ |
| 1R   | Marcio Carlsson (131)  | 6–1, 6–3           |
| 2R   | Bohdan Ulihrach (34)   | 6–7(5–7), 6–2, 6–4 |
| 3R   | Fernando Meligeni (51) | 6–2, 7–6(7–2)      |
| QF   | Vincent Spadea (33)    | 6–3, 6–3           |
| SF   | Félix Mantilla (17)    | 3–6, 6–3, 6–4      |
| F    | Marcelo Ríos (13)      | 6–4, 2–1, retired  |

| Fase | Adversário (Ranking)   | Placar             |
| ---- | ---------------------- | ------------------ |
| 1R   | Fernando Vicente (54)  | 6–4, 6–3           |
| 2R   | Francisco Clavet (21)  | 6–3, 6–3           |
| 3R   | Yevgeny Kafelnikov (1) | 7–5, 6–1           |
| QF   | Karol Kučera (12)      | 3–6, 6–4, 7–5      |
| SF   | Àlex Corretja (7)      | 6–4, 6–2           |
| F    | Patrick Rafter (4)     | 6–4, 7–5, 7–6(8–6) |

| Fase | Adversário (Ranking)    | Placar                       |
| ---- | ----------------------- | ---------------------------- |
| 1R   | Karim Alami (28)        | 5–7, 6–2, 6–3                |
| 2R   | Sébastien Grosjean (30) | 6–1, 3–6, 6–3                |
| 3R   | Wayne Ferreira (25)     | 6–1, 6–2                     |
| QF   | Magnus Norman (4)       | 6–4, 6–2                     |
| SF   | Andrei Pavel (67)       | 6–3, 6–3                     |
| F    | Marat Safin (18)        | 6–4, 5–7, 6–4, 5–7, 7–6(7–3) |

| Fase | Adversário (Ranking)   | Placar             |
| ---- | ---------------------- | ------------------ |
| 1R   | Younes El Aynaoui (72) | 6–4, 4–6, 6–4      |
| 2R   | Fernando Vicente (26)  | 6–2, 6–2           |
| 3R   | Tommy Haas (18)        | 6–7(6–8), 6–3, 6–3 |
| QF   | Sjeng Schalken (82)    | 6–7(1–7), 6–2, 6–4 |
| SF   | Guillermo Coria (28)   | 6–4, 6–2           |
| F    | Hicham Arazi (77)      | 6–3, 6–2, 6–4      |

| Fase | Adversário (Ranking)    | Placar              |
| ---- | ----------------------- | ------------------- |
| 1R   | Andy Roddick (24)       | 7–6(7–3), 6–1       |
| 2R   | Tommy Haas (22)         | 7–6(7–4), 7–6(10–8) |
| 3R   | Goran Ivanišević (11)   | 6–2, 6–1            |
| QF   | Yevgeny Kafelnikov (10) | 6–4, 3–6, 6–4       |
| SF   | Tim Henman (8)          | 6–2, 1–6, 7–6(7–4)  |
| F    | Patrick Rafter (4)      | 6–1, 6–3            |